# 和智治郷
和智 治郷（わち はるさと）は、戦国時代から安土桃山時代にかけての武将。備後国の国人である和智氏の一門で、毛利氏の家臣。

## 生涯
具体的な系譜は不明だが、備後国三谿郡吉舎の南天山城を本拠とした国人である和智氏に生まれる。
弘治3年（1557年）9月18日、毛利氏の五奉行である赤川元保、粟屋元親、児玉就忠、国司元相、桂元忠から周防国玖珂郡岩国において10貫文の地を与える旨の打渡状を発給される。
天正4年（1576年）に死去。嫡男の由郷（生右衛門）は早世しており、同年9月26日に嫡孫の元次が「中尾姥」の死後に家督と所領を相続することを毛利輝元に認められた。